# William Verity Jr.
Pour les articles homonymes, voir Verity.
Calvin William Verity, Jr., né le 26 janvier 1917 à Middletown (Ohio) et mort le 25 juillet 2007 à Beaufort (Caroline du Sud), est un homme politique américain. 
Membre du Parti républicain, il est secrétaire au Commerce entre 1987 et 1989 dans l'administration du président Ronald Reagan.